# Lonely God
Lonely God è un singolo della cantautrice italiana Nathalie, pubblicato il 16 giugno 2023.

## Descrizione
Il brano, in inglese e di intonazione country, è stato scritto nel 2010 e presentato dal vivo nei tour seguenti ma è stato inciso solo nel 2023 (sebbene presente in alcuni demo), in una sessione di registrazione live all'aria aperta. 
(Nathalie)

## Videoclip
Il video musicale è un'animazione realizzata da Marta Cavicchioni.